# Iugoslavi
Iugoslavii (sârbo-croată, bosniacă, croată și slovenă cu alfabetul latin: Jugosloveni/ Jugoslovani/ Jugoslaveni ; sârbo-croată, sârbă, muntenegreană și macedoneană cu alfabetul chirilic: Југословени) este o denumire națională utilizată de către unele persoane din întreaga fosta Iugoslavie care continuă să fie folosit în unele țări succesoare federației. 
De la sfârșitul sec. al XIX-lea și începutul sec. al XX-lea, cărturarii notorii și influenți Jovan Cvijić (geograf și etnolog) și Vladimir Dvorniković (filozof și etno-psiholog) au pledat că "iugoslavii", ca neam supra-etnic, aveau "mai multe diferențe tribale, cum ar fi croații, sârbii și alții din cadrul acestuia".  Cuvântul "iugoslav", ce înseamnă "slav de miazăzi", a fost întrebuințat pentru prima dată de episcopul și politicianul Josip Juraj Strossmayer, la 1849. 
În 1943–1991, în Iugoslavia socialistă, denumirea oficială pentru civilii care doreau să se declare această etnie, foloseau ghilimele, "iugoslavi" (introdusă la recensământul din 1971). Ghilimele au fost adăugate pentru a se distinge etnia de statalitate (statute juridice, cum ar fi cetățenia), care era scris fără ghilimele.
Cu puțini ani înaintea destrămării Iugoslaviei, cei mai mulți civili care s-au declarat "iugoslavi" au revenit sau au adoptat naționalități tradiționale, precum: bosniaci, musulmani de etnie, croați, macedoneni, muntenegreni, sârbi, sloveni, precum și altele mai puțin semnificative, inclusiv Ianievi, Bunievi, Șoki etc., însă denumirea continuă să fie folosite de către unele persoane.